# Asociația Europeană de Cristalografie
Asociația Europeană de Cristalografie (ECA) este o organizație științifică independentă, care reprezintă atât asociațiile naționale de cristalografie din Europa, cât și membri individuali. ECA a fost înființată în 1997. În mai 2021, asociația avea 35 de membri naționali și câteva sute de membri individuali. ECA este unul dintre afiliații regionali ai Uniunii Internaționale de Cristalografie. Celelalte afiliate regionale independente sunt Asociația americană de cristalografie, Asociația asiatică de cristalografie și Asociația latino-americană de cristalografie. Asociația este înregistrată în conformitate cu legislația olandeză la Nijmegen.
Misiunea ECA este promovarea cristalografiei în toate aspectele sale, inclusiv în domeniul conex al stării solide necristaline, precum și extinderea cooperării europene în domeniul cristalografiei. Aceste obiective sunt realizate prin susținerea conferințelor, atelierelor și școlilor de cristalografie, atât în Europa, cât și în Africa.

## Istoric
ECA a fost fondată în timpul celei de-a 17-a Reuniuni Europene de Cristalografie (ECM) de la Lisabona, din 1997 și este succesoarea Comitetului European de Cristalografie (ECC), care exista din 1972 și care a organizat ECM-urile anterioare. Istoria timpurie a ECA până la ECM 25 de la Istanbul a fost publicată de C. Lecomte. Istoria mai recentă a fost rezumată în timpul ECM 28 de la Warwick/Anglia din 2013.

## Organizație
Organele de conducere ale ECA sunt Consiliul și Comitetul executiv. Consiliul elaborează toate politicile ECA, iar fiecare membru național este reprezentat de un consilier. Membrii individuali aleg un consilier la fiecare 100 de membri. Comitetul executiv este responsabil de funcționarea zilnică în perioada dintre reuniunile Consiliului.
Grupurile de interes special (SIG) și grupurile de interes general (GIG) oferă o platformă pentru oamenii de știință care împărtășesc interese științifice similare. Atât SIG-urile, cât și GIG-urile contribuie în mod activ la programul științific al Reuniunilor europene de cristalografie.

## Premii
ECA acordă premiul Max-Perutz-Prize pentru realizări deosebite în orice domeniu al cristalografiei. Împreună cu European Neutron Scattering Association (ENSA), acordă Premiul Erwin Felix Lewy Bertaut unui tânăr om de știință, ca recunoaștere a unor contribuții notabile la investigarea materiei prin metode cristalografice sau de împrăștiere a neutronilor.